# سانتا كروز (محافظة)
مقاطعة سانتا كروز (بالإسبانية: Provincia de Santa Cruz) هي إحدى مقاطعات الأرجنتين، تقع في الجزء الجنوبي من البلاد ضمن إقليم باتاغونيا. تحدها مقاطعة تشوبوت من الشمال، ودولة تشيلي من الغرب والجنوب، بينما تطل على المحيط الأطلسي من الشرق. تُعد سانتا كروز ثاني أكبر مقاطعة في البلاد من حيث المساحة بعد مقاطعة بوينس آيرس، لكنها الأقل كثافة سكانية في البر الرئيسي الأرجنتيني.
يُعد شعب التيويلتشي السكان الأصليين للمنطقة، وقد حافظوا على استقلالهم بالرغم من حملات الاستكشاف الأوروبية التي بدأت في القرن السادس عشر، حتى أواخر القرن التاسع عشر. وبعد "غزو الصحراء" في سبعينيات القرن التاسع عشر، أُنشئ ما عُرف بـ "إقليم سانتا كروز"، وسُمي على اسم عاصمته الأصلية بورتو سانتا كروز. وفي عام 1888، نُقلت العاصمة إلى مدينة ريو غاييغوس، ولا تزال هناك حتى اليوم.
شهد الإقليم موجة من الهجرة الأوروبية في أواخر القرن التاسع عشر وأوائل القرن العشرين، خاصة خلال فترة اندفاع البحث عن الذهب. وفي عام 1957، رُفّع الإقليم رسميًا إلى مستوى مقاطعة ضمن جمهورية الأرجنتين.
1. ↑  "Constitución de la Provincia de Sana Cruz" (PDF) (بالإسبانية).
2. ↑   https://www.argentina.gob.ar/santacruz. اطلع عليه بتاريخ 2024-07-31. {{استشهاد ويب}}: |url= بحاجة لعنوان (مساعدة) والوسيط |title= غير موجود أو فارغ (من ويكي بيانات) (مساعدة)
3. ↑   https://censo.gob.ar/wp-content/uploads/2023/11/CNPHV2022_RD_Indicadores-demogrA%C2%A1ficos.pdf. اطلع عليه بتاريخ 2024-07-28. {{استشهاد ويب}}: |url= بحاجة لعنوان (مساعدة) والوسيط |title= غير موجود أو فارغ (من ويكي بيانات) (مساعدة)
4. ↑  2022 Argentina census (PDF)، QID:Q110918234
5. ↑  GeoNames (بالإنجليزية), 2005, QID:Q830106
6. ↑  MusicBrainz (بالإنجليزية), MetaBrainz Foundation, QID:Q14005